# 芝加哥港灯塔
芝加哥港灯塔是一个自动化灯塔，矗立在保护芝加哥港的防波堤尽头，芝加哥河河口。
它是为1893年芝加哥哥倫布紀念博覽會而建，1919年迁至现址。